# Gelu Velici
Gelu Miodrag Velici (n. 22 aprilie 1992, Timișoara) este un fotbalist român care în prezent este liber de contract.